# ボイキン・スパニエル

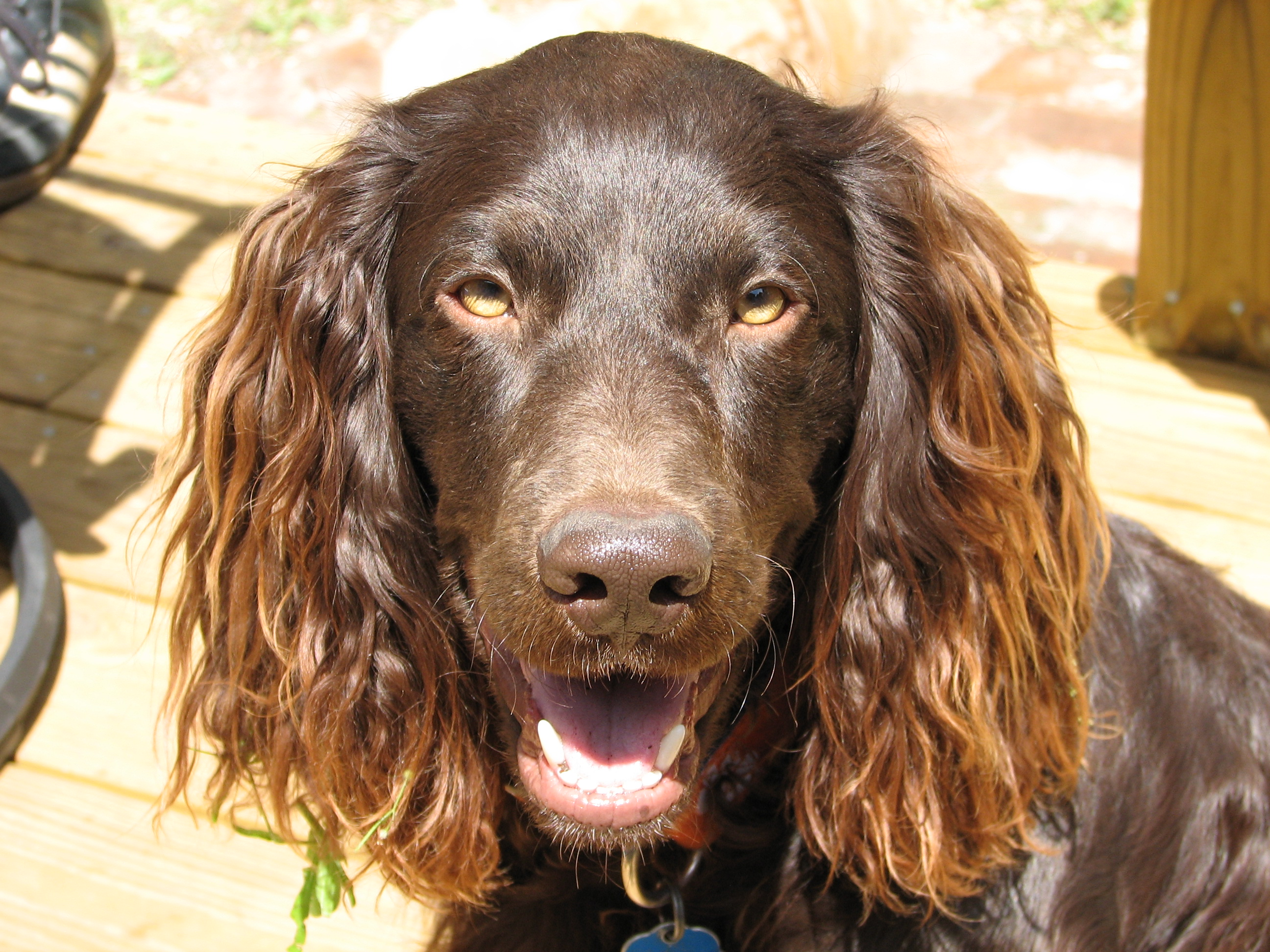
ボイキン・スパニエル

ボイキン・スパニエル（英：Boykin Spaniel）とは、アメリカ合衆国のサウスカロライナ州原産のスパニエル犬種である。

## 歴史
20世紀のはじめに誕生したスパニエルであるが、生い立ちがドラマチックであることから、米国ではしばしばそれを脚色し、本種の基礎犬を主人公とした物語も作られているといわれる。ここではそちらではなく、記録に基づく無脚色の実話の方を載せる。
サウスカロライナ州のある教会に、瀕死の雄犬が迷い込んできたことが本種の始まりである。その犬はブラウンの毛色のスパニエルタイプの犬種で、教会の関係者に引き取られてダンピー（Dampy 若しくは Danpy：汚い者といった意味合い）と名付けられた。ダンピーは主人の熱心な看病によってすぐに元気を取り戻し、彼と一緒に狩猟場に行くことが出来るまでに回復した。すると、鳥を追いたたせる優れた狩猟能力を発揮し、主人をとても驚かせたという。ダンピーの主人はこの犬は訓練すれば良い狩猟犬になるのではないかと考え、ダンピーを訓練士に預けた。数ヶ月して主人の元に返されたダンピーは他と比べてもずば抜けた狩猟能力を発揮することが出来るようになったため、訓練士から新犬種作出のための基礎犬として使用することを薦められ、ボイキン・スパニエルの作出が開始された。
ダンピーとアメリカン・ウォーター・スパニエル、イングリッシュ・コッカー・スパニエル、イングリッシュ・スプリンガー・スパニエル、チェサピーク・ベイ・レトリーバーなどを交配させ、その子孫とダンピーをもう一度戻し交配させることによって作出された。ボイキンという犬種名は、基礎犬ダンピーがよく狩りに出かけた場所からとってつけられたといわれている。
主に野生の七面鳥を狩るために使われた。茂みの中から嗅覚でそれを探し出し、フラッシング（追い出し）を行うのがその仕事である。訓練を行うことにより、それに加えて撃たれた七面鳥を回収するレトリーバーとしても働くことが出来る。
1979年に犬種クラブが設立されたが、サウスカロライナ州以外ではあまり飼育されていない。ほとんど全てがペットや実猟犬として飼育されていて、ショードッグとして飼われているものは非常に少ない。尚、本種はサウスカロライナ州の州犬として指定されていて、そこでは身近な存在として親しまれている。まだＦＣＩには公認犬種として登録されていない。

## 特徴
少し変わった顔つきをしている。頭部はやや大きめで、目は小さくアーモンド形である。マズルは短く、口角が上がっている。ややがっしりした体格で脚も短め、耳は垂れ耳、尾は垂れ尾で、耳と尾にはウエーブがかった飾り毛がある。尾は七面鳥を発見した時に激しく降って音を立て、警戒させてしまうことのないように短めに断尾する。コートはウエーブがかったロングコートで、毛色はレバー。体高は雄39.4〜45.7cm、雌35.6〜40.6cm、体重は雄13.6〜18.2kgで雌11.4〜15.9kgの中型犬。性格は明るく活発で人懐こい。繊細なため易しい指導が必要（叱るよりほめてしつける）必要があるが、子供や他の犬とも仲良くすることが出来る。運動量は普通である。